# Indianapolis 500 in 1970
De 54e Indianapolis 500 werd gereden op zaterdag 30 mei 1970 op de Indianapolis Motor Speedway. Amerikaans coureur Al Unser won de race. Hij reed 190 van de 200 ronden aan de leiding van de race. Het was zijn eerste overwinning.

## Startgrid
| Rij | Binnen           | Midden            | Buiten           |
| --- | ---------------- | ----------------- | ---------------- |
| 1   | Al Unser         | Johnny Rutherford | A.J. Foyt        |
| 2   | Roger McCluskey  | Mark Donohue      | Art Pollard      |
| 3   | Bobby Unser      | Mario Andretti    | Jim Malloy       |
| 4   | George Snider    | Dan Gurney        | Mike Mosley      |
| 5   | LeeRoy Yarbrough | Bruce Walkup      | Rick Muther      |
| 6   | Peter Revson     | Gordon Johncock   | Joe Leonard      |
| 7   | Carl Williams    | Gary Bettenhausen | George Follmer   |
| 8   | Mel Kenyon       | Donnie Allison    | Wally Dallenbach |
| 9   | Lloyd Ruby       | Jack Brabham      | Ronnie Bucknum   |
| 10  | Greg Weld        | Jerry Grant       | Bill Vukovich II |
| 11  | Dick Simon       | Sammy Sessions    | Jim McElreath    |

## Race
| #                                                                             | Coureur            | Auto                 | Ronden | Opgave     |
| ----------------------------------------------------------------------------- | ------------------ | -------------------- | ------ | ---------- |
| 1                                                                             | Al Unser           | Colt-Ford            | 200    |            |
| 2                                                                             | Mark Donohue       | Lola-Ford            | 200    |            |
| 3                                                                             | Dan Gurney         | Eagle-Offenhauser    | 200    |            |
| 4                                                                             | Donnie Allison (R) | Eagle-Ford           | 200    |            |
| 5                                                                             | Jim McElreath      | Coyote-Ford          | 200    |            |
| 6                                                                             | Mario Andretti     | McNamara-Ford        | 199    |            |
| 7                                                                             | Jerry Grant        | Eagle-Offenhauser    | 198    |            |
| 8                                                                             | Rick Muther (R)    | Hawk II-Offenhauser  | 197    |            |
| 9                                                                             | Carl Williams      | McLaren-Offenhauser  | 197    |            |
| 10                                                                            | A.J. Foyt          | Coyote-Ford          | 195    |            |
| 11                                                                            | Bobby Unser        | Eagle-Ford           | 192    |            |
| 12                                                                            | Sammy Sessions     | Vollstedt-Ford       | 190    |            |
| 13                                                                            | Jack Brabham       | Brabham-Offenhauser  | 175    | Mechanisch |
| 14                                                                            | Dick Simon (R)     | Vollstedt-Ford       | 168    |            |
| 15                                                                            | Ronnie Bucknum     | Morris-Ford          | 162    | Ongeval    |
| 16                                                                            | Mel Kenyon         | Coyote-Offenhauser   | 160    | Ongeval    |
| 17                                                                            | Wally Dallenbach   | Eagle-Ford           | 143    | Mechanisch |
| 18                                                                            | Johnny Rutherford  | Eagle-Offenhauser    | 135    | Mechanisch |
| 19                                                                            | LeeRoy Yarbrough   | Vollstedt-Ford       | 107    | Mechanisch |
| 20                                                                            | George Snider      | Coyote-Ford          | 105    | Mechanisch |
| 21                                                                            | Mike Mosley        | Eagle-Offenhauser    | 96     | Mechanisch |
| 22                                                                            | Peter Revson       | McLaren-Offenhauser  | 87     | Mechanisch |
| 23                                                                            | Bill Vukovich II   | Brabham-Offenhauser  | 78     | Mechanisch |
| 24                                                                            | Joe Leonard        | Colt-Ford            | 73     | Mechanisch |
| 25                                                                            | Roger McCluskey    | Scorpion-Ford        | 62     | Mechanisch |
| 26                                                                            | Gary Bettenhausen  | Gerhardt-Offenhauser | 55     | Mechanisch |
| 27                                                                            | Lloyd Ruby         | Mongoose-Offenhauser | 54     | Mechanisch |
| 28                                                                            | Gordon Johncock    | Gerhardt-Ford        | 45     | Mechanisch |
| 29                                                                            | Bruce Walkup       | Mongoose-Offenhauser | 44     | Mechanisch |
| 30                                                                            | Art Pollard        | Kingfish-Offenhauser | 28     | Mechanisch |
| 31                                                                            | George Follmer     | Hawk III-Ford        | 18     | Mechanisch |
| 32                                                                            | Greg Weld (R)      | Gerhardt-Offenhauser | 12     | Mechanisch |
| 33                                                                            | Jim Malloy         | Gerhardt-Offenhauser | 0      | Ongeval    |
| Gemiddelde snelheid : 250,654 km/h - Snelste Ronde : Joe Leonard, 270,02 km/h |                    |                      |        |            |